# Aurum coronarium
Das aurum coronarium (agr. στεφανικόν, στεφανωτικόν, στεφανικὸν χρυσίον), wörtlich „Kranzgold“, war eine aus der griechischen Ehrbezeugungspraxis durch Bekränzung oder Kranzüberreichung hervorgegangene Abgabe, die in den hellenistischen Monarchien und – über diese vermittelt – in Rom von den siegreichen republikanischen imperatores und später von den principes als anlassgebundene, regelmäßig einforderbare Steuer erhoben wurde, ohne den Charakter einer freiwilligen Gabe je ganz zu verlieren.